# Google Buzz
Гугл баз (енгл. Google Buzz) је сервис компаније „Гугл“. У основи, Гугл баз је друштвена мрежа и микроблог алат интегрисан у Џимејл. Корисници могу јавно објављивати и размењивати слике, видео материјале и кратке текстуалне поруке. Корисник за сваку поруку одређује хоће ли она бити видљива за све или само за одређену групу корисника.
Гугл баз је Гуглов одговор на све популарније сервисе Фејсбук и Твитер.
Када се Гугл баз користи са мобилног уређаја, уз поруку се аутоматски исписује и локација са које је послата. Такође је интегрисан и Гугл мапс тако да корисник може видети ко се од његових Џимејл контаката налази у близини.
Октобра 2011. Гугл је званично објавио да ће угасити Гугл баз сервис кроз пар недеља.